# Bomolocha tristalis
Bomolocha tristalis är en fjärilsart som beskrevs av Lederer 1853. Bomolocha tristalis ingår i släktet Bomolocha och familjen nattflyn. Inga underarter finns listade i Catalogue of Life.